# (9176) Struchkova
(9176) Struchkova es un asteroide perteneciente al cinturón de asteroides, descubierto el 15 de noviembre de 1990 por la astrónoma soviética Liudmila Chernyj desde el Observatorio Astrofísico de Crimea.

## Designación y nombre
Designado provisionalmente como 1990 VC15. Fue nombrado Struchkova en honor a la bailarina rusa Raísa Stepánovna Struchkova.